# Quem É Bárbara Virgínia?
Quem É Bárbara Virgínia? é um documentário realizado pela cineasta e artista visual Luísa Sequeira, que resgata e homenageia a memória da pioneira do cinema em língua portuguesa, Bárbara Virgínia. Narrado na primeira pessoa, o filme cruza investigação histórica com um olhar poético, traçando um retrato íntimo e documental de uma figura fundamental e esquecida do cinema português.
O filme foi exibido em diversos festivais internacionais e espaços culturais, académicos e museológicos, tendo gerado debate em torno da invisibilidade das mulheres na história do cinema. A obra tem sido amplamente discutida em contextos académicos e museológicos, promovendo reflexões sobre o papel das mulheres no cinema e o seu apagamento histórico. Foi premiado em festivais de cinema  e teve destaque em sessões especiais organizadas por instituições como a Cinemateca Portuguesa.

## Sinopse
Quem É Bárbara Virgínia? é um road movie documental e uma viagem de resgate de memórias. A realizadora parte em busca da cineasta Bárbara Virgínia, revelando a vida e obra da primeira mulher portuguesa a realizar uma longa-metragem, e a única a fazê-lo durante o Estado Novo.
Bárbara Virgínia foi também uma das primeiras mulheres a estar em competição no Festival de Cinema de Cannes, na sua primeira edição com o filme Três Dias sem Deus
O documentário de Luísa Sequeira apresenta-se como um trabalho de arqueologia emocional, que dá visibilidade a uma figura esquecida da história do cinema em Portugal.

## Estreias e festivais
Quem É Bárbara Virgínia? foi exibido em diversos festivais de cinema, incluindo:
- Festival Internacional de Cinema de Roterdão[3]
- Mostra Internacional de Cinema de São Paulo[4]
- DocLisboa[5]
- Porto/Post/Doc[6]
- IberoDocs (Reino Unido)[7]
- Caminhos do Cinema Português[8]
- Festival Porto Femme[9]
- Festival Internacional de Cinema da Fronteira (Brasil, 2018)[10]
- Portuguese Cinema Days – Berlim (2018)[11]
- Festival Frames – Suécia (2018)[12]
- Festival OIÁ – Cabo Verde (2019)[13]
- Portuguese Film Festival – KACT / Cinematheque Seoul Art Cinema, Coreia do Sul (2019)
- Madeira Film Festival (2018)[14]

## Prémios
- 2017 – Melhor Documentário, Festival Caminhos do Cinema Português[15]
- 2018 – Melhor Documentário Português em Longa-Metragem, Festival Porto Femme. Consultado em 13 de julho de 2025.[16]

## Exibições especiais
- Sessão especial na Cinemateca Portuguesa, por ocasião da entrega do Prémio Bárbara Virgínia pela Academia Portuguesa de Cinema[17]
- Exibições em:
  - Feminismos sobre Rodas, Cineclube de Amarante (2019)[18]
  - Reitoria da Universidade do Porto, com o Instituto de Literatura Comparada Margarida Losa (2019)
  - Grupo de Estudos Feministas da Universidade de Belas Artes do Porto (2019)[19]
  - Museu do Aljube - Resistência e Liberdade (2021)[20]

## Receção crítica
O documentário recebeu críticas positivas, destacando-se pela sua abordagem sensível e investigativa. A publicação Cineuropa referiu-se ao filme como "um gesto de justiça histórica e cinematográfica". A imprensa nacional também o reconheceu como um contributo relevante para a revalorização da presença feminina no cinema português. filme foi destacado pela imprensa em 2017 como um marco no resgate da “primeira cineasta portuguesa apagada da História”.

## Impacto internacional
Além da presença em diversos festivais de cinema internacionais, Quem É Bárbara Virgínia? teve um papel importante na circulação da história do cinema português e na valorização de figuras femininas esquecidas, promovendo diálogos interculturais sobre género e memória. A sua exibição em países como Brasil, Reino Unido, Suécia, Coreia do Sul e Cabo Verde permitiu ampliar o debate sobre o apagamento das mulheres no cinema, sendo referenciado em redes internacionais de cinema e estudos feministas. O documentário de Luísa Sequeira tem sido incluído em mostras dedicadas ao cinema lusófono e em eventos académicos internacionais, reforçando o reconhecimento de Bárbara Virgínia como uma figura precursora no panorama cinematográfico global.

## Textos académicos
A realizadora Luísa Sequeira, em conjunto com Paula Sequeiros, publicou textos académicos sobre o tema:
- "Bárbara Virgínia, cineasta precursora em Portugal" – Associação Portuguesa de Sociologia[24]
- "Forget Bárbara Virgínia? A forerunner filmmaker between Portugal and Brazil"[25]